# Subaru TransCare
Subaru TransCare — ряд модификаций автомобилей Subaru для пожилых людей и лиц с ограниченными возможностями.

## Описание
Модельный ряд Subaru TransCare был представлен в 2004 году на 38-м Токийском автосалоне. Особенности:
- Управление вручную позволяет водителям тормозить и ускоряться вручную[4].
- Сиденья, которые поворачиваются наружу, выдвигаются за пределы дверной рамы и автоматически опускаются с помощью беспроводного пульта дистанционного управления[5].
- Автоматическая загрузка инвалидной коляски с помощью лифта, опускающегося на уровень земли, и автоматической раздвижной двери.
- Дополнительный ремень поперёк груди для предотвращения падения человека вперёд во время остановок.
- Заниженные этажи со ступенями, которые автоматически выдвигаются при открытии двери[6].
- Носилки с роликами и креплениями на задней части[7][8].

## Модельный ряд
- Legacy[9]
- Sambar
- Impreza
- Forester
- R1[10]
- R2